# Au in der Hallertau
Au in der Hallertau é um município da Alemanha, no distrito de Frisinga, na região administrativa de Oberbayern , estado de Baviera.

## Demografia
Evolução da população:
| ano  | população |
| ---- | --------- |
| 1809 | 527       |
| 1874 | 801       |
| 1885 | 1010      |
| 1907 | 1214      |
| 1910 | 1293      |
| 1919 | 1367      |
| 1925 | 1403      |
| 1933 | 1388      |
| 1939 | 1481      |
| 1946 | 1475      |

| ano  | população |
| ---- | --------- |
| 1950 | 2022      |
| 1955 | 1976      |
| 1960 | 1936      |
| 1965 | 2013      |
| 1971 | 2159      |
| 1972 | 2424      |
| 1975 | 2428      |
| 1976 | 2588      |
| 1978 | 3718      |
| 1980 | 3826      |

| ano  | população |
| ---- | --------- |
| 1982 | 4234      |
| 1984 | 4305      |
| 1989 | 4508      |
| 1999 | 5250      |
| 2000 | 5209      |
| 2003 | 5467      |
| 2004 | 5461      |
| 2005 | 5552      |

| ano  | população |
| ---- | --------- |
| 1809 | 527       |
| 1874 | 801       |
| 1885 | 1010      |
| 1907 | 1214      |
| 1910 | 1293      |
| 1919 | 1367      |
| 1925 | 1403      |
| 1933 | 1388      |
| 1939 | 1481      |
| 1946 | 1475      |

| ano  | população |
| ---- | --------- |
| 1950 | 2022      |
| 1955 | 1976      |
| 1960 | 1936      |
| 1965 | 2013      |
| 1971 | 2159      |
| 1972 | 2424      |
| 1975 | 2428      |
| 1976 | 2588      |
| 1978 | 3718      |
| 1980 | 3826      |

| ano  | população |
| ---- | --------- |
| 1982 | 4234      |
| 1984 | 4305      |
| 1989 | 4508      |
| 1999 | 5250      |
| 2000 | 5209      |
| 2003 | 5467      |
| 2004 | 5461      |
| 2005 | 5552      |